# Òxid d'indi
L'òxid d'indi amorf és insoluble en aigua però soluble en àcids, mentre que l'òxid d'indi cristal·lí és insoluble tant en aigua com en àcids. La forma cristal·lina existeix en dues fases, la cúbica (tipus bixbyite) i la romboèdrica (tipus corindó). Ambdues fases tenen un interval de banda d'uns 3 eV. Els paràmetres de la fase cúbica s'enumeren al quadre d'informació.
La fase romboèdrica es produeix a altes temperatures i pressions o quan s'utilitzen mètodes de creixement no equilibrats. Té un grup espacial R 3 c núm. 167, símbol de Pearson hR30, a = 0,5487 nm, b = 0,5487 nm, c = 1,4510 nm, Z = 6 i densitat calculada 7,31 g/cm3.
Les pel·lícules primes d'òxid d'indi dopat amb crom (In2−xCrxO₃) són un semiconductor magnètic que mostra ferromagnetisme a alta temperatura, estructura cristal·lina monofàsica i comportament de semiconductor amb una alta concentració de portadors de càrrega. Té possibles aplicacions en espintrònica com a material per a injectors de spin.
Les pel·lícules policristal·lines primes d'òxid d'indi dopades amb Zn2+ són altament conductores (conductivitat ~10 5 S/m) i fins i tot superconductores a temperatures d'heli líquid. La temperatura de transició superconductora Tc depèn del dopatge i de l'estructura de la pel·lícula i és inferior a 3,3 K.
L'òxid d'indi s'utilitza en alguns tipus de bateries, reflectors infrarojos de pel·lícula fina transparents per a la llum visible (miralls calents), alguns recobriments òptics i alguns recobriments antiestàtics. En combinació amb el diòxid d'estany, l'òxid d'indi forma òxid d'indi d'estany (també anomenat òxid d'indi dopat amb estany o ITO), un material utilitzat per a recobriments conductors transparents.
En els semiconductors, l'òxid d'indi es pot utilitzar com a semiconductor de tipus n utilitzat com a element resistent en circuits integrats.